# Borsa di Stoccolma

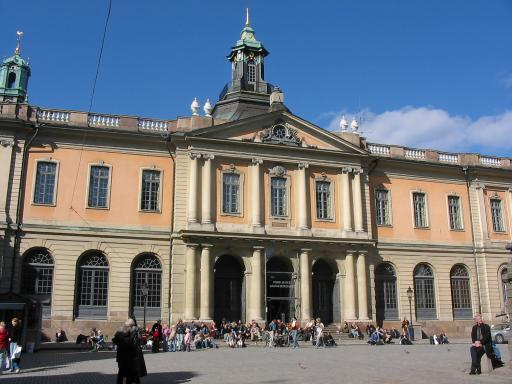
Edificio storico della Borsa di Stoccolma

La Borsa di Stoccolma o Stockholm Stock Exchange è la borsa valori svedese, con sede a Stoccolma.
Fondata nel 1863, è la prima borsa valori del nord Europa.
Comprata nel 1998 dalla OMX AB, dal 2003 ha fuso le operazioni con la borsa valori finlandese di Helsinki.
Le operazioni finanziarie sono aperte dal lunedì al venerdì dalle 09.00 alle 17.30.